# Gora Gagarina
Gora Gagarina är ett berg i Antarktis. Det ligger i Östantarktis. Australien gör anspråk på området. Toppen på Gora Gagarina är 1 568 meter över havet.
Terrängen runt Gora Gagarina är huvudsakligen lite kuperad. Trakten är obefolkad. Det finns inga samhällen i närheten.